# Ruinmotorväg

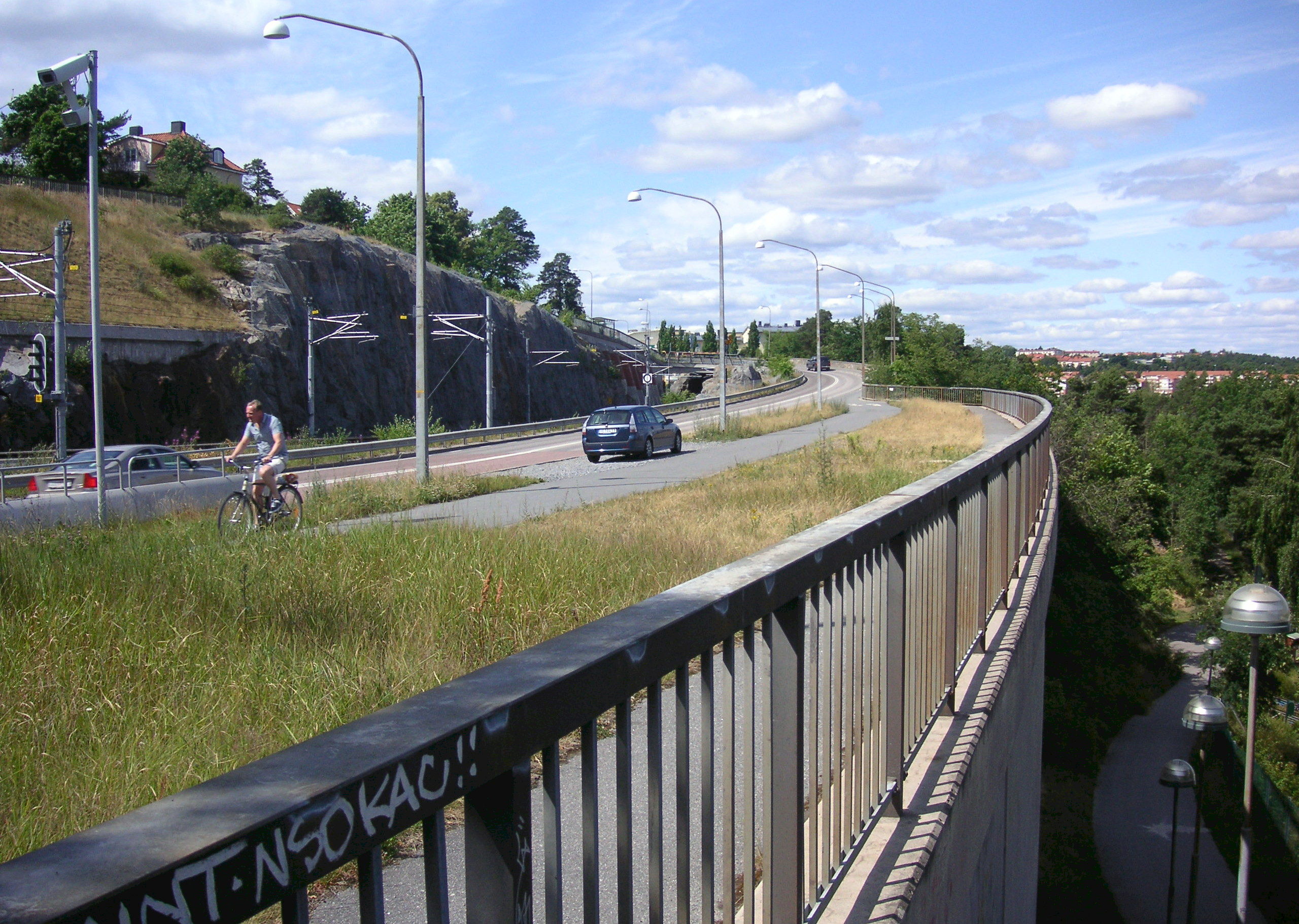
Den 1965 färdigställda avfartsrampen för Brommagrenen på Stora Essingen år 2008.

Ruinmotorvägar är motorvägar som antingen är förstörda, aldrig blivit färdigbyggda, eller blivit nedlagda. Typiskt för ruinmotorvägar är att de har varit ofullständiga under en längre tid och genomgått ett förfall. Dessa är vanligast i Tyskland och Polen, där de ofta förstörts efter andra världskriget, men förekommer också i mindre omfattning i Sverige. De finns även i den ryska enklaven Kaliningrad och i Nederländerna.

## Sverige

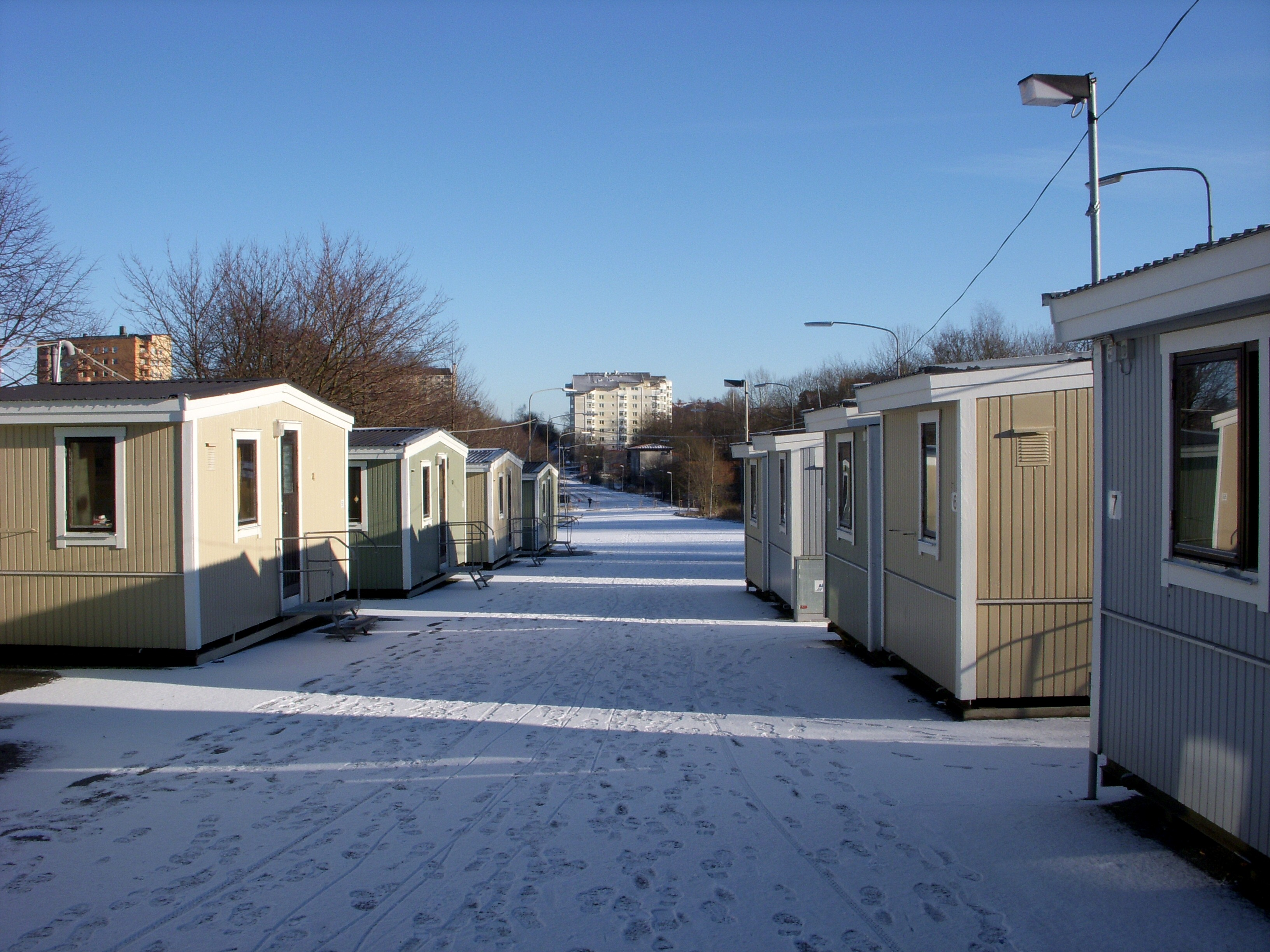
En ca 200 meter lång ruinmotorväg, del av Huvudstaleden i Solna, idag "Campus Solna"

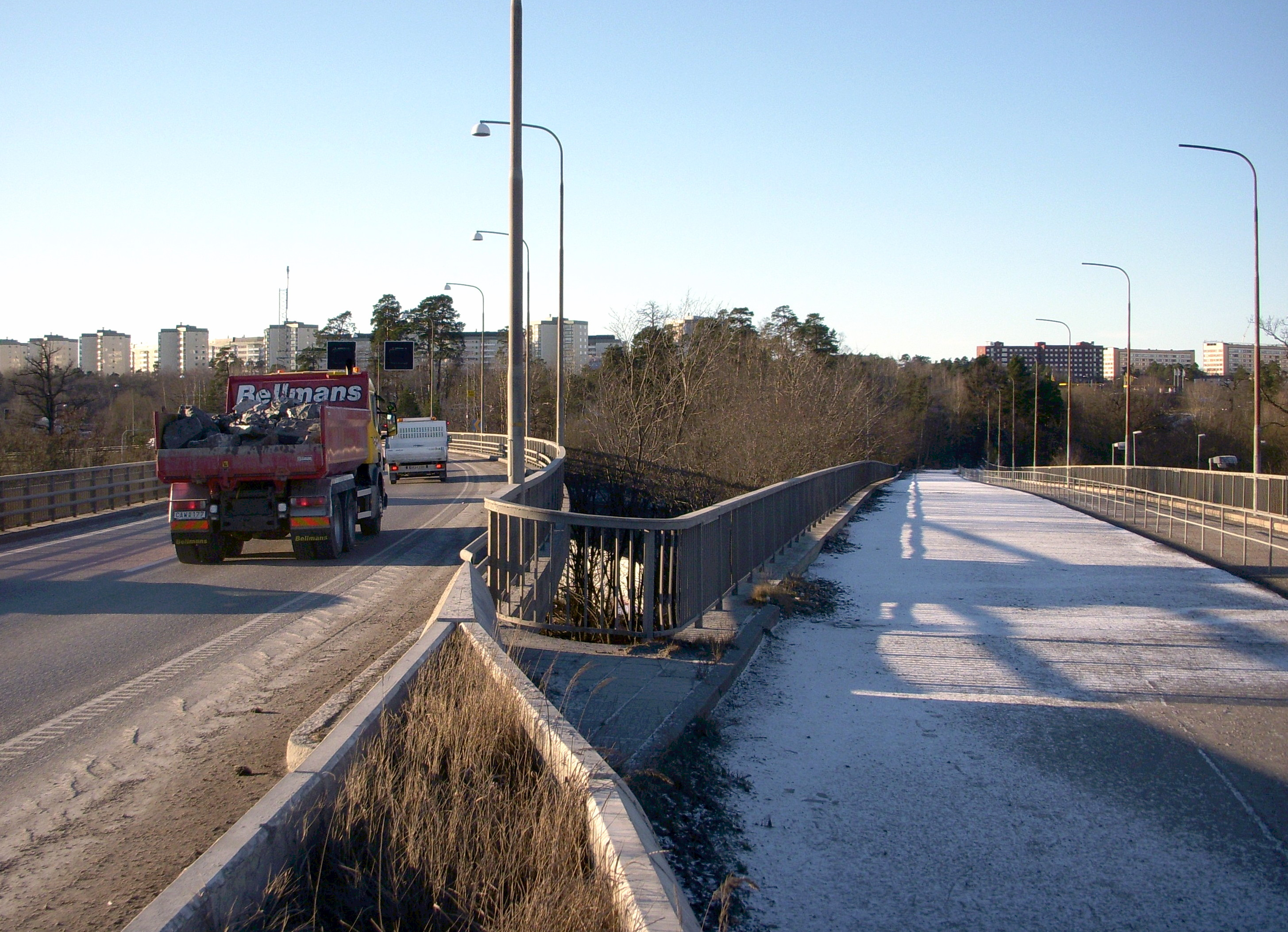
Huvudstaledens fullbordarde avfartsramp vid "Pampas trafikplats"

Exempel på ruinmotorvägar i Sverige finns kring Essingeleden i Stockholm.
Dels påbörjades en anslutande led kallad Huvudstaleden från Bromma till Tomteboda, dels byggdes en led kallad Årstalänken från Huddingevägen. Vidare byggdes ramper på Stora Essingen anpassade för den så kallade Brommagrenen. Huvudstaledens västra del byggdes och används fortfarande längst västerut. Tidigare användes ytterligare en del fram till Huvudstagatan, vilken sedan kring 1990 inte används och idag är en ruin och har blivit uppställningsplats för student-bostadsbaracker "Campus Solna". Förberedande broar byggdes också för en del lokalgator och några ramper som delvis aldrig används finns från Essingeleden vid Pampas trafikplats.
Ett annat exempel på ruinmotorvägar är Årstalänken som 24 oktober 2004 ersattes av Södra länken varvid Årstalänkens östliga del stängdes av helt.
Ytterligare ett exempel som kan räknas som en ruinmotorväg i Sverige är en rastplatsruin längs motorvägen E4 mellan Huskvarna och Gränna. På motorvägens östra sida för nordgående riktning finns en idag övergiven och med betongblock blockerad tidigare större rastplats som tidigare kallades för "Öland". Rastplatsen syns inte om man åker vanlig bil utan endast om man sitter i ett högre fordon. Asfalten börjar spricka och mossan växer till på denna tidigare rastplats som var i bruk till för några år sedan. Varför denna rastplats slopats och nu ligger och förfars är okänt.
Ett annat exempel är en sträcka på 100 meter intill Kolonnvägen i Sollentuna kommun, som är en rest av den första sträckningen av Rikstretton-E4 före en tidigare omfattande ombyggnad av Trafikplats Häggvik (avfart nummer 173). Sträckan används mest som tillfällig husvagnsparkering och uppställning av långtradarsläp.
Efter att bana 3 på Arlanda byggts och vägnätet ändrats finns många stumpar av gamla vägar i området. Särskilt tydlig är en c:a 200 m lång sträcka av den gamla tillfartsvägen, synlig c:a 300 m öster om nuvarande tillfartsslut. Linjemarkeringarna finns kvar, då stumpen tidigare slutade i en rondell, där man på den tiden svängde höger om man skulle vidare mot Norrtälje.
Den knappt 2 km långa delen av före detta E4, motortrafikleden strax öster om Mehedeby, är det senaste tillskottet bland ruinmotorvägar i Sverige. Den var en del av den tidigare motortrafikleden mellan Mehedeby och Gävle. Denna byggdes om till motorväg norr om Mehedeby i slutet av 1990-talet, dock lät man stumpen öster om Mehedeby förbli motortrafikled. När sedan den nya motorvägen från Uppsala skulle kopplas på i mitten av 2007, valde man en östligare sträckning av den nya motorvägen och motortrafikleden blev en ruin.

## Tyskland och Polen

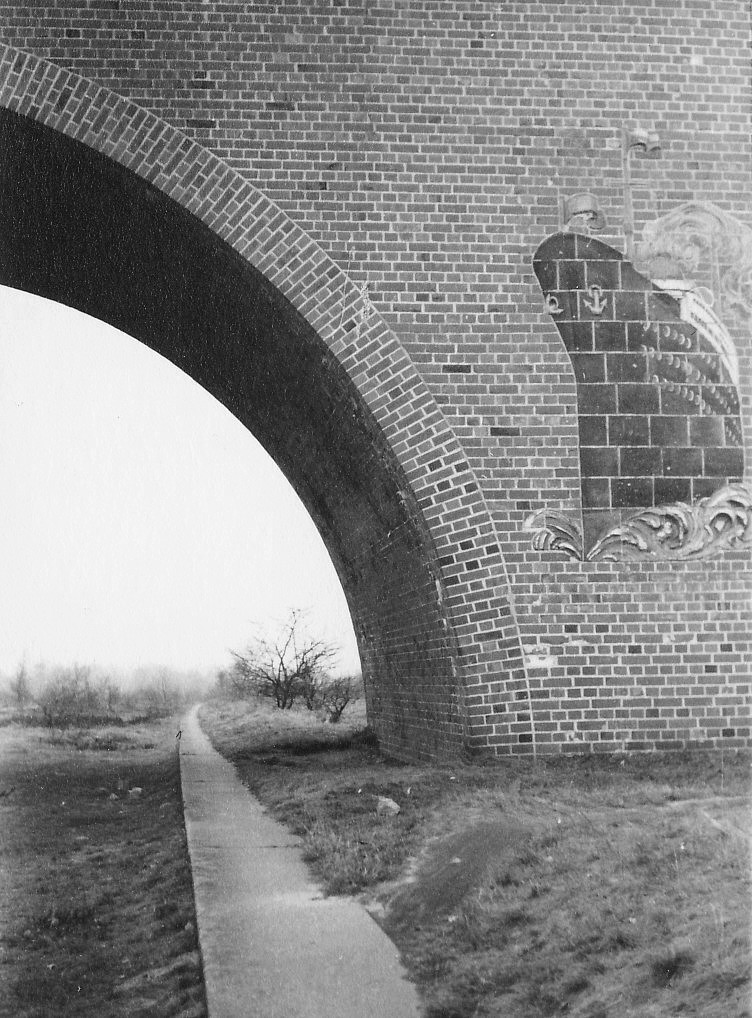
Motorvägen mellan Hamburg och Berlin 1960, öppnades först 1982 för trafik.

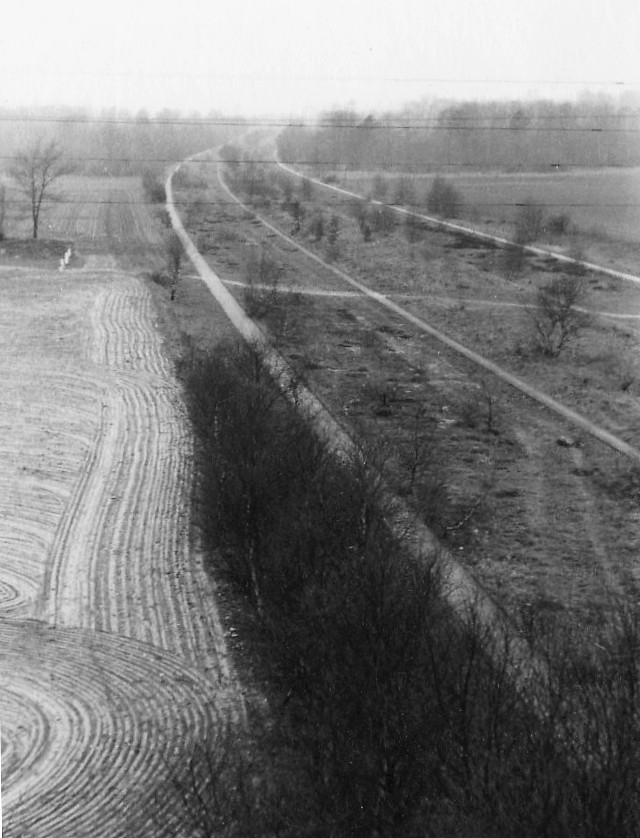
Den ofullbordade motorvägen mellan Hamburg och Berlin 1960.

Under 1930-talet hade Nazityskland ambitiösa planer att bygga motorvägar. Långt ifrån alla fullföljdes. År 1942 inställdes samtliga arbeten med motorvägsbyggen på grund av andra världskriget. Då hade 3870 km Autobahn färdigställts och 2900 km var påbörjade. Detta innebar att vissa motorvägar fick endast ett fullständigt körfält av betong medan andra hade bara en smal sidoremsa av betong, som den påbörjade sträckan Hamburg-Berlin (A24). Här fanns ända fram till 1981 färdiga broar med Hamburgmotiv och en cirka tre kilometer lång sträcka med betongremsor. År 1982, alltså 45 år efter de första byggarbetena kunde sträckan öppnas för trafik. Motorvägsdelen i Östtyskland hade bekostats av Västtyskland.
Efter kriget iordningställdes en del av de icke färdigbyggda motorvägarna i det som blev Västtyskland. I Östtyskland (DDR) var resurserna och trafiken betydligt mindre och därför blev flera av motorvägarna aldrig färdigbyggda utan fick bara ligga och sakta förfalla. Även före kriget färdigbyggda motorvägar i Östtyskland fick ligga kvar med inget eller minimalt underhåll.
Vid järnridån mellan Eisenach och Bad Hersfeld fanns ett motorvägsavsnitt som låg mellan 1945 och 1989 oanvänd och utan underhåll. Den var en av de sista sträckorna som färdigställdes under 2:a världskriget innan allt byggande av motorvägar upphörde. Sträckningen var dock enbart provisoriskt färdig för strategiska transporter även om flera broar var färdiga.
A72 - Vogtlandautobahn mellan Chemnitz och Hof var mellan 1945 och 1989 delvis en ruinmotorväg. Sträckan mellan Hof i Västtyskland och Plauen i Östtyskland var avspärrad och inte tillåten för trafik. Stora delar av denna motorväg var dessutom enbart en halv motorväg med endast en körbana färdigställd och flera höga broar av vilka många sprängdes i 2:a världskrigets slutskede eller endast var provisoriskt färdigbyggda.
Liknande förhållanden rådde i Polen, som hade tagit över områden som tidigare tillhört Tyskland. Ibland kan man därför i Tyskland och Polen se stora broar för motorvägar stå oanvändbara mitt i en skog eller på en åker, långt från närmaste större väg. De rivs inte heller eftersom en rivning är kostsam. Dessutom kan staten ha intresse av att de finns kvar för eventuell framtida användning.
Några ruinmotorvägar var länge i drift som halva motorvägar, som A18 (E36) mellan Olszyna och Golnice. Denna motorväg är en del i den längre motorvägen mellan Berlin och Krakow. Motorvägen har dock kompletterats på senare år.

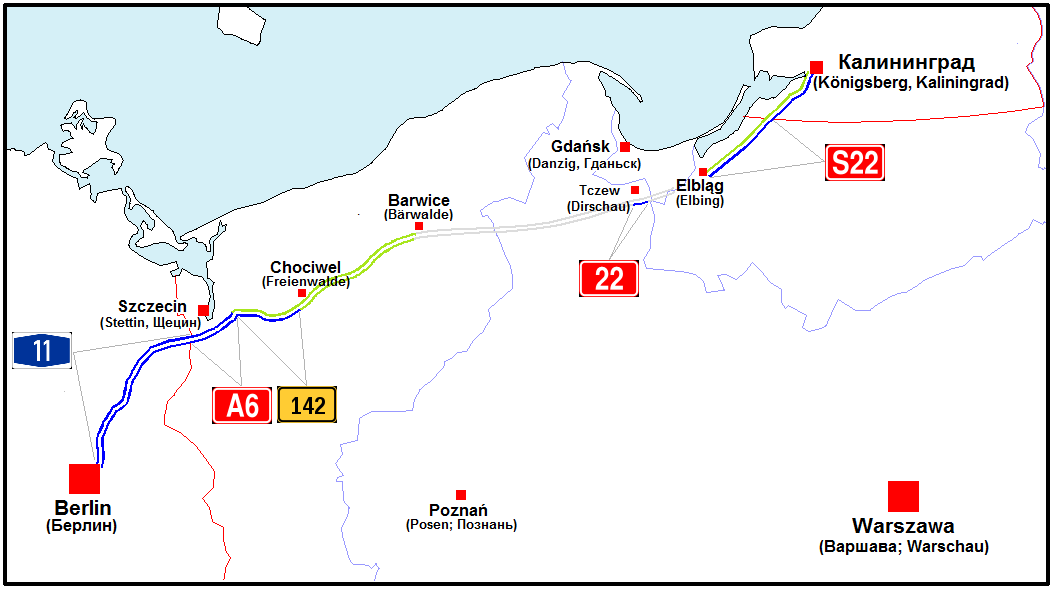
Den planerade motorvägen mellan Berlin och Königsberg. Blå linje i drift, grön linje är delvis färdig och grå linje har aldrig byggts.

Mellan Berlin och det som före kriget hette Königsberg (numera Kaliningrad) påbörjades också en motorväg. Denna blev till stor del inte ens körbar med körfält, utan är en "riktig" ruinmotorväg. Delar av vägen, som nu går under namnet Berlinka, har renoverats delvis med hjälp av EU-bidrag. Öster om Szczecin finns ett avsnitt som är fullt körbart men ändå mer eller mindre övergivet.

## Nederländerna
I Nederländerna påbörjades byggandet av motorvägar under 1950-talet. Då byggde man om existerande riksvägar, som gick från stadskärna till stadskärna. En ny trafikpolicy infördes 1965 med nya motorvägar utanför städerna. Systemskiftet innebär att många nya motorvägar planerades. Efter oljekrisen 1973 skars planerna ned och man började bygga om riksvägar igen.
Brist på utrymme i Nederländerna är orsaken till att det inte finns många ruinmotorvägar. Påbörjade sträckor återanvändes som kommunala huvudleder eller tillfarter till nya stadsdelar. En av de få exemplar av en ruinmotorväg är Ringbaan Zuid i Tilburg. Vägen byggdes som motorväg A58 mellan Eindhoven och Breda under 1960-talet. En ny sträcka byggdes omkring 1970 en kilometer söderut för att undvika den snabbt ökande trafiken i industristaden. En del av motorvägen mellan A58 och Tilburgs ringvägsystem har inte använts sedan dess. Bron över en kanal gjorde det omöjligt att använda sträckan på ett annat sätt än som tillfällig parkeringsplats när stora evenemang i en närbelägen park äger rum.

## USA
I USA byggde myndigheterna utanför Burlington i Vermont en ny motorväg, som inte färdigställts och inte öppnats för trafik. Vissa sträckor av avgiftsbelagda Pennsylvania Turnpike (delar av I-70 och I-76 i delstaten Pennsylvania) har övergivits då vägen ombyggdes att kringgå smala bergtunnlar (med bara ett körfält i vardera riktningen och utan mitträcken) som ursprungligen byggdes 1937-1940. I Pennsylvania, cirka 105 km väster om staden Philadelphia, hittar man dessutom en del av 1970-talets väg 23 som numera heter The Goat Path (svenska: getstigen), en ruinmotorväg som aldrig blev klar för trafik, fast delstatens vägverk, PennDOT, har undersökt alternativ sedan 2005 - och det är tänkbart att ruinmotorvägen blir en vanlig väg eller någonting som liknar en svensk motortrafikled (relativt ovanliga i USA) i framtiden.